# 首都龙
首都龍（學名："Capitalsaurus"）是獸腳亞目恐龍的一屬，生存於北美洲，是個非正式的名稱。牠的化石是在美國華盛頓發現，被估計是屬於白堊紀早期。由於從未被正式描述，首都龍被認為是無資格名稱。
首都龍的化石是在1898年1月發現於華盛頓哥倫比亞特區的兩條街的交匯點，這個交匯點現被稱為「首都龍公園」。這些化石不是因為古生物學的研究而發現，而是因為渠務工程而被發掘出來。首都龍是華盛頓哥倫比亞特區的州恐龍 。

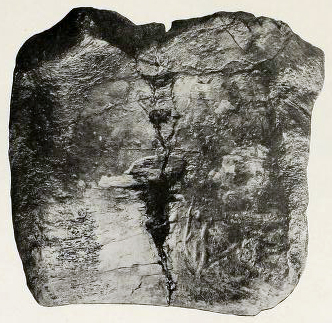
首都龍化石

首都龍唯一的模式標本（編號DC ST § 1-161）是一節部分脊椎。有些古生物學家認為這骨骸不足以成立一個獨立的屬，而首都龍只是未確認的獸腳亞目。其他學者認為首都龍無法被研究出分類位置。

## 外部連結
- 首都龍
- Official Dinosaur Designation Act of 1998